# Natalia Bessmertnova
Natalia Igorevna Bessmertnova (en russe : Наталия Игоревна Бессмертнова), née le 19 juillet 1941 à Moscou et morte le 19 février 2008 à Moscou, est une danseuse étoile soviétique légendaire du ballet du Bolchoï,,.

## Biographie
Née à Moscou, Natalia Bessmertnova s'entraîne à son art à l'école de ballet du Bolchoï de 1953 à 1961. Ses illustres professeurs sont Maria Kojoukhova et Sofia Golovkina, et plus tard Marina Semyonova. Elle est diplômée en 1961 de son école d'histoire et est reçue première de sa promotion, recevant la meilleure note aux examens finaux. En 1963, elle rejoint le ballet du Bolchoï et y danse comme danseuse étoile pendant près de trois décennies.
Elle est mariée à Iouri Grigorovitch, ancien réalisateur et maître de ballet du Bolchoï.
Elle est faite Artiste du peuple de l'URSS en 1976.
Natalia Bessmertnova meurt d'un cancer et est enterrée au cimetière de Novodevitchi.

## Principaux rôles
- Giselle dans Giselle par Léonide Lavrovski, 1963
- Leili dans Leili et Mejnun par Kasyan Goleizovsky, 1964
- Anastasia dans Ivan le Terrible par Iouri Grigorovitch, 1975
- Valentina dans The Angara par Iouri Grigorovitch, 1976
- Juliette dans Roméo et Juliette par Iouri Grigorovitch, 1979
- Rita dans L'Âge d'or de Dmitri Chostakovitch par Iouri Grigorovitch, 1982
- Raymonda dans Raymonda par Iouri Grigorovitch, 1984
- Giselle dans Giselle par Iouri Grigorovitch, 1991

## Autres rôles importants
- Phrygie dans Spartacus
- Odette-Odile dans Le Lac des cygnes
- Shirin dans La Légende de l'amour
- Kitri dans Don Quichotte
- Maria dans La Fontaine de Bakhtchisaraï
- La fille dans Le Spectre de la rose

## Récompenses
- Médaille d'or Concours international de ballet de Varna en 1965
- Prix Anna Pavlova à Paris en 1970
- Prix d'État de l'URSS en 1977
- Prix Lénine en 1986
- Artiste du peuple de l'URSS en 1976

## Filmographie
- Le Lac des cygnes, DVD édité par le Bolchoï (1983)
- Giselle par Iouri Grigorovitch, DVD édité par Tenvideo (1990)